# BBTS Bielsko-Biała (piłka siatkowa)
BBTS Bielsko-Biała – polski męski klub siatkarski (jednosekcyjny) z siedzibą w Bielsku-Białej, założony 1 grudnia 1999 roku.
28 maja 2013 podjęto uchwałę powołującą spółkę akcyjną, której większościowym właścicielem jest stowarzyszenie TS BBTS Bielsko-Biała.

## Historia
Bielsko-Bialskie Towarzystwo Sportowe „Siatkarz – Original” powstało 1.12.1999 roku. Pierwszym Prezesem Zarządu Klubu wybrany został Józef Kapela, Dyrektor Śląskiej Wytwórni Wódek Gatunkowych, a Wiceprezesami Marek Godziszka i Piotr Pluszyński. W 2008 roku klub zmienił nazwę na TS „BBTS” Bielsko-Biała.
TS BBTS czuje się – przynajmniej w części – spadkobiercą osiągnięć BBTS-u „Włókniarz” Bielsko-Biała, klubu, którego barwy rozsławiały takie gwiazdy sportu jak w boksie: Marian Kasprzyk – Mistrz Olimpijski, Zbigniew Pietrzykowski – 4-krotny Mistrz Europy, Leszek Błażyński – medalista olimpijski.
Jednakże od początku i konsekwentnie, klub stara się pisać historię na własny rachunek. Towarzystwo postawiło na drużynę piłki siatkowej męskiej. Wybór ten okazał się trafny: w 2003 roku klub awansował do Polskiej Ligi Siatkówki i ambitnie, mimo skromnych środków, rywalizował z najlepszymi drużynami siatkarskimi w kraju. Po roku walki wśród najlepszych BBTS spadł ponownie do serii B. W sezonach 2004/2005 – 2012/2013 zespół występował w I lidze mężczyzn. W czerwcu 2013 roku władze PLPS podjęły decyzje o rozszerzeniu PlusLigi w sezonie 2013/2014 do 12 zespołów, dołączając do tych rozgrywek BBTS Bielsko-Biała i Czarnych Radom.
Od roku 2002 BBTS Bielsko-Biała jest organizatorem Międzynarodowego Turnieju Siatkarskiego Beskidy.

### Sukcesy
- Mistrzostwa Polski:
  -  3. miejsce (1x): 1993
- Puchar Polski:
  -  1. miejsce (1x): 1994
  -  2. miejsce (1x): 1992, 1993

### Bilans sezon po sezonie
| Sezon                      | Miejsce | Uwagi                                                         |
| -------------------------- | ------- | ------------------------------------------------------------- |
| 1991/1992 – I liga seria B | 1.      | awans do serii A, finalista Pucharu Polski                    |
| 1992/1993 – I liga seria A | 3.      | finalista Pucharu Polski                                      |
| 1993/1994 – I liga seria A | 5.      | Puchar Polski                                                 |
| 1994/1995 – I liga seria A | 7.      | porażka w barażu o serię A z Mostostalem Kędzierzyn-Koźle     |
| 1995/1996 – I liga seria B | 2.      | porażka w barażu o serię A z Mostostalem Kędzierzyn-Koźle 0-3 |
| 1996/1997 – I liga seria B | 2.      | porażka w barażu o serię A z Górnikiem Radlin                 |
| 1997/1998 – I liga seria B | 1.      | awans                                                         |
| 1998/1999 – I liga seria A | 9.      | porażka w barażu o serię A ze Skrą Bełchatów 2-3              |
| 1999/2000 – I liga seria B | ?       |                                                               |
| 2000/2001 – I liga seria B | 3.      |                                                               |
| 2001/2002 – I liga seria B | 2.      | porażka w barażu o serię A z Morzem Szczecin 1-3              |
| 2002/2003 – I liga seria B | 3.      | zwycięstwo w turnieju barażowym                               |
| 2003/2004 – PLS            | 9.      | porażka w barażu o PLS z Górnikiem Radlin 1-3                 |
| 2004/2005 – I liga seria B | 6.      |                                                               |
| 2005/2006 – I liga         | 8.      |                                                               |
| 2006/2007 – I liga         | 8.      |                                                               |
| 2007/2008 – I liga         | 8.      |                                                               |
| 2008/2009 – I liga         | 2.      | porażka w barażu o PLS z Jadarem Radom 0-3                    |
| 2009/2010 – I liga         | 6.      |                                                               |
| 2010/2011 – I liga         | 7.      |                                                               |
| 2011/2012 – I liga         | 7.      |                                                               |
| 2012/2013 – I liga         | 2.      | awans do PlusLigi                                             |
| 2013/2014 – Plusliga       | 12.     |                                                               |
| 2014/2015 – Plusliga       | 13.     |                                                               |
| 2015/2016 – Plusliga       | 12.     |                                                               |
| 2016/2017 – Plusliga       | 14.     |                                                               |
| 2017/2018 – Plusliga       | 15.     | spadek z PlusLigi                                             |
| 2018/2019 – I liga         | 5.      |                                                               |
| 2019/2020 – I liga         | 2.      | Puchar Krispol 1. Ligi                                        |
| 2020/2021 – I liga         | 2.      | Puchar Krispol 1. Ligi                                        |
| 2021/2022 – I liga         | 1.      | awans do PlusLigi                                             |
| 2022/2023 – Plusliga       | 16.     | spadek z PlusLigi                                             |
| 2023/2024 – I liga         | 2.      |                                                               |
| 2024/2025 – I liga         | 7.      |                                                               |
| 2025/2026 – I liga         |         |                                                               |

Poziom rozgrywek:
     najwyższy ogólnokrajowy
     drugi

### Występy w europejskich pucharach
| Rozgrywki                                  | Runda        | Przeciwnik         | Wyniki   |
| ------------------------------------------ | ------------ | ------------------ | -------- |
| 1993/1994 Puchar CEV siatkarzy             | I runda      | Pionir Novo Mesto  | 3:0, 3:0 |
| 1993/1994 Puchar CEV siatkarzy             | II runda     | Hylte VBK          | 3:0, 2:3 |
| 1993/1994 Puchar CEV siatkarzy             | III runda    | Autodrop Geldrop   | 3:1, 0:3 |
| 1994/1995 Puchar Europy Zdobywców Pucharów | 1/8 finału   | Tungsram Budapeszt | 3:0, 3:1 |
| 1994/1995 Puchar Europy Zdobywców Pucharów | Ćwierćfinały | Knack Roeselare    | 3:2, 1:3 |

## Zawodnicy
| Lata Gry                                  | Imię i nazwisko        | Pozycja      |
| ----------------------------------------- | ---------------------- | ------------ |
| 1991-1992                                 | Ilmars Naglis          | rozgrywający |
| 1992-1993                                 | Wadym Pywowarow        | atakujący    |
| 1998-1999                                 | Vitalijs Rascotins     | środkowy     |
| 1998-2000                                 | Jurijs Gendels         | atakujący    |
| 1999-2000                                 | Savlis Cielavs         | środkowy     |
| 2003-2004                                 | Andriej Barbierik      | atakujący    |
| 2003-2004                                 | Vladimír Procházka     | przyjmujący  |
| 2004-2005                                 | Mykoła Karzow          | środkowy     |
| 2004-2005 2010-2011 2013-2014             | Martin Vlk             | przyjmujący  |
| 2005-2006                                 | Andriej Bielajew       | środkowy     |
| 2006-2007                                 | Milan Mizerak          | środkowy     |
| 2006-2007                                 | Serhij Nakoskyn        | atakujący    |
| 2009-2010                                 | John Dekker            | atakujący    |
| 2012-2013                                 | Peter Diviš            | atakujący    |
| 2013-2014                                 | Miloš Stojković        | przyjmujący  |
| 2013-2015                                 | Jose Luiz González     | atakujący    |
| 2013-2014                                 | Maksim Akimenko        | atakujący    |
| 2014-2016 2019-2022                       | Serhij Kapełuś         | przyjmujący  |
| 2015-2016                                 | Dmytro Bogdan          | środkowy     |
| 2015-2016                                 | Dan Lewis              | libero       |
| 2016-2017                                 | Dmytro Storożyłow      | rozgrywający |
| 2016-2017                                 | Adam Bartoš            | przyjmujący  |
| 2016-2017                                 | Miloš Vemić            | przyjmujący  |
| 2017-2018                                 | Harrison Peacock       | rozgrywający |
| 2017-2021                                 | Oleg Krikun            | atakujący    |
| 2017-2018 2020 (do 20.11.2020)            | Wiaczesław Tarasow     | przyjmujący  |
| 2020-2021                                 | Luciano Vicentín       | przyjmujący  |
| 2021-2022                                 | Ryan Coenen            | przyjmujący  |
| 2021-                                     | Jake Hanes             | atakujący    |
| 2022 (do 14.10.2022)                      | Jan Zimmermann         | rozgrywający |
| 2022-2023 (od 19.10.2022) (do 08.01.2023) | Pierre Pujol           | rozgrywający |
| 2022-2023 (do 13.01.2023)                 | Roland Gergye          | przyjmujący  |
| 2022-                                     | Daulton Sinoski        | atakujący    |
| 2022- (od 28.11.2022)                     | Konstantin Čupković    | przyjmujący  |
| 2023 (od 18.01.2023)                      | Arshdeep Dosanjh       | rozgrywający |
| 2023 (od 18.01.2023)                      | Ovidiu Costin Darlaczi | przyjmujący  |